# 다이노소어 어드벤처 3D
《다이노소어 어드벤처 3D》(영어: Walking with Dinosaurs 3D)는 2013년 12월 19일에 개봉한 공룡을 소재로 한 미국의 애니메이션 영화이다. 1999년 BBC의 《공룡 대탐험》을 원작으로 한다.

## 줄거리
잭이라는 고생물학자는 그의 조카 리키와 조카 제이드를 화석 사냥에 데려간다. 혼자 있는 동안, 리키는 말하는 까마귀와 만나게 되는데, 그 까마귀는 알렉스라는 이름의 알렉소니로 변한다. 그는 그에게 7천만년 전 백악기를 배경으로 한 이야기를 들려준다. 파치는 파키리노사우루스가 부화한 한배에 가장 작은 것으로, 그의 형 스카울러에게 자주 괴롭힘을 당한다. 그들의 아버지 불두스트는 파키리노사우루스 무리의 우두머리다. 패치의 멘토인 알렉스는 패치가 주니퍼라는 이름의 암컷 파키리노사우루스를 감동시키는 것을 도우려 하지만, 그녀의 무리들은 그가 없이 남쪽으로 이주한다.
불두스트는 그의 무리도 남쪽으로 이동시키지만, 그들이 숲을 지나가려 할 때, 폭풍이 치고 불이 나면 그들은 도망칠 수밖에 없다. 혼란을 틈타 고르고사우루스 한 무리가 흩어진 무리를 공격한다. 그들은 그들의 지도자 고르곤이 불두스트와 싸우고 있는 동안 나머지 패치와 스콜러의 가족을 죽인다. 그 후, 패치의 무리(현재 불두스트의 라이벌 메이저가 이끄는)는 이주를 계속하면서 주니퍼의 무리들과 결합한다. 거기서 고르곤의 무리가 다시 그들을 공격한다. 이어지는 혼란 속에서 파치, 스콜러, 주니퍼 등은 강물에 빠져 하류로 휩쓸려 내려가고, 위에서 알렉스가 그들을 따라온다. 해변에서 스코울러는 먹이를 찾기 위해 에드몬토사우루스 무리를 따라다니며, 냉담하게 패치와 주니퍼를 남겨둔다. 두 사람은 숲을 헤치고 나아가 마침내 그들의 무리와 스카울러를 찾을 수 있다.

## 배역
- 저스틴 롱 - 파치 영어
- 이광수 - 파치 역
- 찰리 로우
- 배한성 - 알렉스 역
- 이광수 - 스카울러 역
- 소연 - 주니퍼 역
- 앵거리 라이스 - 제이드 영어